# Kalamare
Kalamare è un villaggio del Botswana situato nel distretto Centrale, sottodistretto di Mahalapye. Il villaggio, secondo il censimento del 2011, conta 2.196 abitanti.

## Località
Nel territorio del villaggio sono presenti le seguenti 21 località:
- Bonwanotshe di 43 abitanti,
- Borakalalo di 12 abitanti,
- Borotelatshwene di 7 abitanti,
- Borotsi di 5 abitanti,
- Kgoboge di 10 abitanti,
- Mmamoeletsi di 23 abitanti,
- Mmanare di 10 abitanti,
- Moholwane di 61 abitanti,
- Mooko di 47 abitanti,
- Mopega di 11 abitanti,
- Moshabi di 42 abitanti,
- Motere/Mmanare di 20 abitanti,
- Ngwanaitsele di 53 abitanti,
- Nkgorotshwane di 24 abitanti,
- Nkgorotswane di 57 abitanti,
- Phuduhudu di 7 abitanti,
- Rakabaswa di 70 abitanti,
- Ramahibitswe di 6 abitanti,
- Ramanthwakga di 10 abitanti,
- Ratshimo di 16 abitanti,
- Tshilo